# Aleksandr Xliàpnikov
Aleksandr Gavrílovitx Xliàpnikov - Александр Гаврилович Шляпников (rus) - (Múrom, 30 d'agost de 1885 - Moscou, 2 de setembre de 1937) fou un obrer, polític i sindicalista revolucionari rus, principal ideòleg del corrent bolxevic crític amb el Govern conegut com a Oposició Obrera.
Nasqué el 30 d'agost de 1885 a la ciutat russa de Múrom en una família de vells creients. Als 13 anys, començà a treballar com a obrer en una fàbrica metal·lúrgica. L'any 1901, quan era aprenent de mecànica a Petrograd, participà per primera vegada en una vaga, fou acomiadat i ingressà al Partit Obrer Socialdemòcrata Rus. L'any 1903 s'uní a la facció bolxevic. Fou arrestat i empresonat diverses vegades per les seves activitats polítiques i sindicals i per la seva participació en la Revolució de 1905. L'any 1907, després de passar un total de dos anys a la presó, partí a l'exili i continuà les seves activitats revolucionàries a l'Europa occidental on també fou dirigent sindical dels treballadors fabrils, a França, Alemanya i Anglaterra, i serví com a enllaç entre la direcció del partit a l'exili i els bolxevics de l'interior de Rússia.
L'any 1915 fou escollit membre del comitè central del seu partit. L'any següent retornà a Rússia i, juntament amb Viatxeslav Mólotov, esdevingué el principal dirigent bolxevic a Petrograd durant la Revolució de Febrer de 1917 quan Lenin, Trotski i Bukharin encara romanien a l'exili. El juliol d'aquell any fou triat com a president del sindicat de treballadors metal·lúrgics de tota Rússia; ja abans presidia l'agrupació sindical de la capital.
Després del triomf de la Revolució d'Octubre de 1917 fou nomenat Comissari del Poble de Treball i, durant la guerra civil, exercí importants càrrecs a l'Exèrcit Roig i en organismes econòmics. Com a comissari, acceptà la subordinació dels sindicats al partit, condemnà les vagues i exigí disciplina als obrers. Encara que no dimití, a diferència d'altres set comissaris, durant la crisi d'hivern de 1917, recolzà el manifest contra la política de Lenin i el terror dels dimitits. Fins a començaments de 1919, acceptà les mesures de control de partit sobre el moviment obrer; llavors criticà amb duresa la submissió de la iniciativa dels treballadors a la gestió fabril. La seva proposta que els sindicats passessin a controlar l'economia, els soviets l'administració de l'Estat mentre que el partit es limités a una funció de guia política i ideològica fou rebutjada al 9è Congrés del Partit, però això no frenà el creixement de la fractura entre els sindicalistes del partit.
Entre 1920 i 1922 integrà el corrent Oposició Obrera, juntament amb Aleksandra Kol·lontai, Serguéi Medvédev i nombrosos dirigents sindicals obrers, especialment metal·lúrgics. Advocaren per reforçar el paper dels sindicats en la direcció de l'economia soviètica. Proposaren lliurar la direcció de l'economia a un «Congrés de Productors»; delegar la direcció de les fàbriques i les empreses als sindicats; i triar als principals administradors per vot directe dels treballadors. El Congrés del partit ordenà dissoldre aquest grup i encara que l'any 1922 els seus integrants apel·laren la decisió davant de la Internacional Comunista, la petició fou rebutjada. Shliàpnikov fou forçat a renunciar del càrrec de dirigent sindical i enviat a treballar a l'ambaixada soviètica de París.
Es dedicà a escriure les seves memòries i altres obres mentre treballava en entitats del comerç exterior de metalls (1927-1929) i la planificació econòmica. Publicà una història de la Revolució de 1917 en quatre volums. Investigat entre 1926 i 1930 per la Comissió Central de Control del partit, juntament amb Serguéi Medvédev, es veié forçat a confessar públicament que Oposició Obrera era un «grup ultradretà de derrotistes», que s'oposava a l'aliança entre obrers i camperols i que desitjava la fi de la Internacional Comunista. Al començament del primer pla quinquennal tornà a donar parcialment suport a la direcció del partit. Concretament, recolzà la industrialització, la col·lectivització i les mesures extremes de requises en el camp, encara que s'oposà teòricament a l'explotació de la pagesia per finançar el projecte. Encara perseguit, se'l condemnà al 16è Congrés del Partit.
L'any 1932 fou forçat per Stalin a publicar una «autocrítica dels seus errors», com a part de les seves memòries de la revolució. Expulsat del Partit Comunista el 1933, fou arrestat dos anys després. Condemnat per conspiració contra l'Estat i el partit pel Col·legi Militar, fou afusellat el 2 de setembre de 1937. A títol pòstum, fou rehabilitat de càrrecs criminals pel Tribunal Suprem de la Unió Soviètica el 1988.